# Ornebius brevipennis
Ornebius brevipennis is een rechtvleugelig insect uit de familie Mogoplistidae. De wetenschappelijke naam van deze soort is voor het eerst geldig gepubliceerd in 1931 door Lucien Chopard.